# Giovanni Levi
Giovanni Levi (Milán, 29 de abril de 1939 - ) es un historiador italiano. Junto con Carlo Ginzburg es señalado como fundador y padre de la Microhistoria Italiana.

## Trayectoria
Giovanni Levi es miembro de una familia judía de amplias raíces intelectuales y democráticas. Su padre, Ricardo Levi, fue militante del grupo antifascista Giustizia y Libertá durante la Segunda Guerra Mundial; lo cual marcaría la forma de conceptualizar el mundo del futuro historiador; otro tanto ocurre con la militancia de su tío Carlo Levi autor del relato clásico, Cristo se paró en Eboli. Junto con Carlo Ginzburg es señalado como fundador y padre de la Microhistoria Italiana, considerada como una de las aportaciones teóricas y prácticas más importantes, innovadoras y fructíferas que se han hecho a los estudios históricos a partir de la Revolución Cultural que significó el '68.
Cabe destacar que se ve reflejado en su obra el influjo del historiador marxista británico, E.P. Thompson, en su obra esencial La formación de la clase obrera en Inglaterra (1963). 
Levi ha ejercido como profesor de Historia moderna en las universidades de Turín o de Viterbo y, actualmente en la Ca'Foscari de Venecia. Además es codirector de investigaciones en el programa de Doctorado en estudios sobre "Europa el Mundo Mediterráneo y su Difusión Atlántica" y profesor del "Máster y Doctorado en Historia de América Latina" en la Universidad Pablo de Olavide en Sevilla, España. Ha dirigido la conocida revista Quaderni Storici, entre otras labores editoriales. Colaborador de la asociación MERIFOR (Mediterráneo, Ricerca e Formazione) y miembro del consejo directivo de IDEAS (Centro interdepartamental para el análisis de la 'Interazioni Dinamiche tra Economía, Ambiente e Societá').
Destaca además por haber dirigido, junto con Carlo Ginzburg, la colección Microstorie: si muchos de los clásicos más abiertos y vanguardistas eran editados por la casa editorial de Giulio Einaudi, no sería esta la excepción. Pero si bien la concepción de la microhistoria Italiana consiste en reducir la escala de observación con el fin de observar y analizar cosas antes no vistas, es asimismo, verdad que la microhistoria italiana tenderá a la división de tareas. Mientras Carlo Ginzburg se inclinará por los estudios culturales y de corte antropológico; Giovanni Levi se decidirá por los sistemas económicos y de redes sociales, es decir por una microhistoria más social. Dentro de sus estudios la historia oral también posee un gran peso; es decir, cómo comprendemos y analizamos las voces de las que nos servimos para llevar a cabo la tarea de reconstrucción histórica, desde nuestro presente. La microhistoria es comprendida también como un sistema de observación que necesariamente se constituye a partir de su análisis en conjunto del nivel micro con el nivel macro. Haciendo de los dos niveles un sistema nuevo de entendimiento y por tanto de interpretación.

## La herencia inmaterial
El trabajo más importante de Giovanni Levi y hoy un clásico de la historiografía contemporánea, es su obra: La herencia inmaterial. La historia de un exorcista piamontés del siglo XVII publicada en 1990 en castellano.

## Libros y artículos destacados
- L'eredità immateriale, Turín, Einaudi, 1985; La herencia inmaterial, Madrid, Nerea, 1990.
- Centro e periferia di uno stato assoluto, Turín, Rosenberg, 1985.
- Dirección junto a Jean-Claude Schmitt, de la Storia dei Giovani, Bari, Laterza, 1994; Historia de los jóvenes, Madrid, Taurus, 1996, 2 vols.
- «Sobre microhistoria», en Peter Burke (ed.), Formas de hacer historia, Madrid, Alianza, 1994 (or. 1991).
- «Terre e strutture familiari in una comunità piamontese del '700», Quaderni storici, 11, 1976, pp. 1.095-1.121.
- «Innovacione tecnica e resistenza contadina: il mais nel Piamonte del '600», Quaderni storici, 14, 1979, pp. 1.092-1.100.
- «Un problema di scala», en Dieci interventi di storia sociale, Turín, 1981.
- «I pericoli dil geertzismo», Quaderni storici, 58, 1985, pp. 269-277.
- «Les usages de la biographie», Annales, 44, 1989, pp. 1.325-1.335.
- «Avant la 'révolution'de la consommation», en Jacques Revel (ed.), Jeux d'échelles. La micro-analyse à l'expérience, París, Seuil, 1996, importante repaso de conjunto sobre su historiografía.

La revista Microstorie se publicó en Turín por Einaudi, desde 1981 hasta 1991; los Quaderni Storici aparecen en Bolonia con el sello Il Mulino.